# Mons Sarts (métro de Lille)
La station Mons Sarts est une station de la ligne 2 du métro de Lille, située à Mons-en-Barœul, dans le quartier des Sarts. Inaugurée le 18 mars 1995, la station permet de desservir les écoles Rollin et Guynemer.

## La station

### Situation
La station se situe sur le terre-plein centrale de l'avenue Émile-Zola, à l'intersection avec l'avenue des Acacias, et les rues Jean-Jacques-Rousseau et Mirabeau.
Elle est située sur la ligne 2 entre les stations Saint-Maurice Pellevoisin et Mairie de Mons, respectivement à Lille et à Mons-en-Barœul.

### Origine du nom
Elle doit son nom au quartier des Sarts, qu'elle dessert.

### Histoire
La station est inaugurée le 18 mars 1995, lors du prolongement vers Fort de Mons.

### Architecture
Station bâtie sur deux niveaux, bénéficiant d'un seul accès :
- niveau de surface : entrée, accès ascenseur, vente et compostage des billets
- niveau -1 : voies opposées et quai central

on y trouve une mosaïque de l'artiste Verdiano Marzi

## Intermodalité
La station est desservie par la ligne 13 du réseau Ilévia.

## À proximité
- Siège social d'AG2R La Mondiale[2].
- L'école maternelle Rollin et l'école primaire Guynemer